# The Devil Wears Nada
The Devil Wears Nada en su título original, El diablo viste de nada en España y El diablo no usa nada en Hispanoamérica, es el quinto episodio de la vigesimoprimera temporada de la serie animada Los Simpson, emitido originalmente el 15 de noviembre de 2009 en Estados Unidos por Fox, y el 30 de mayo de 2010 en Hispanoamérica. El episodio fue escrito por Tim Long y dirigido por Nancy Kruse. En el episodio, Marge y un grupo llamado las "Charity Chicks" posan para un calendario con el objetivo de recaudar dinero para caridad, pero todos los habitantes de la ciudad la critican por sus provocativas poses. Mientras tanto, Carl es ascendido a supervisor en la planta nuclear y contrata a Homer como su asistente personal. Desde su emisión, el episodio ha recibido críticas mixtas por parte de los críticos de televisión.

## Sinopsis
Marge Simpson y un grupo llamado "Philanthro-Chicks" posan para un calendario con la esperanza de recaudar dinero con fines caritativos. En el estudio fotográfico, Marge se muestra reacia a enseñar cualquier parte de su piel, pero el fotógrafo doblega su voluntad haciéndola beber vino. Poco después, Marge comienza a posar provocativamente y a hablar sobre Springfield.
Mientras tanto, Carl se convierte en el nuevo supervisor en la planta nuclear por jubilación del anterior, y contrata a Homer como su ayudante. El nuevo trabajo de Homer absorbe gran parte de su vida y le quita tiempo a su relación con Marge. Cuando él y Marge se van de vacaciones a un hotel romántico, Carl los interrumpe con una llamada telefónica para pedirle que hiciese reservas para una convención sobre energía nuclear en París. 
Mientras Homer se encuentra en París con Carl, Ned Flanders trata de seducirla después de que ella lo invita a cenar. Finalmente, Homer se cansa del estrés causado por su nuevo trabajo y expresa su deseo de regresar a Springfield, pero Carl lo amenaza con despedirlo si no se queda. Homer, sin embargo, chantajea a su jefe amenazándolo con contarle al presidente de Francia, Nicolas Sarkozy, sobre la cita que había tenido Carl con la esposa de Sarkozy, Carla Bruni. Debido a esta, Carl lo deja ir. Al final del episodio, regresa a su casa en Springfield y finalmente logra reconciliarse con Marge.

## Referencias culturales

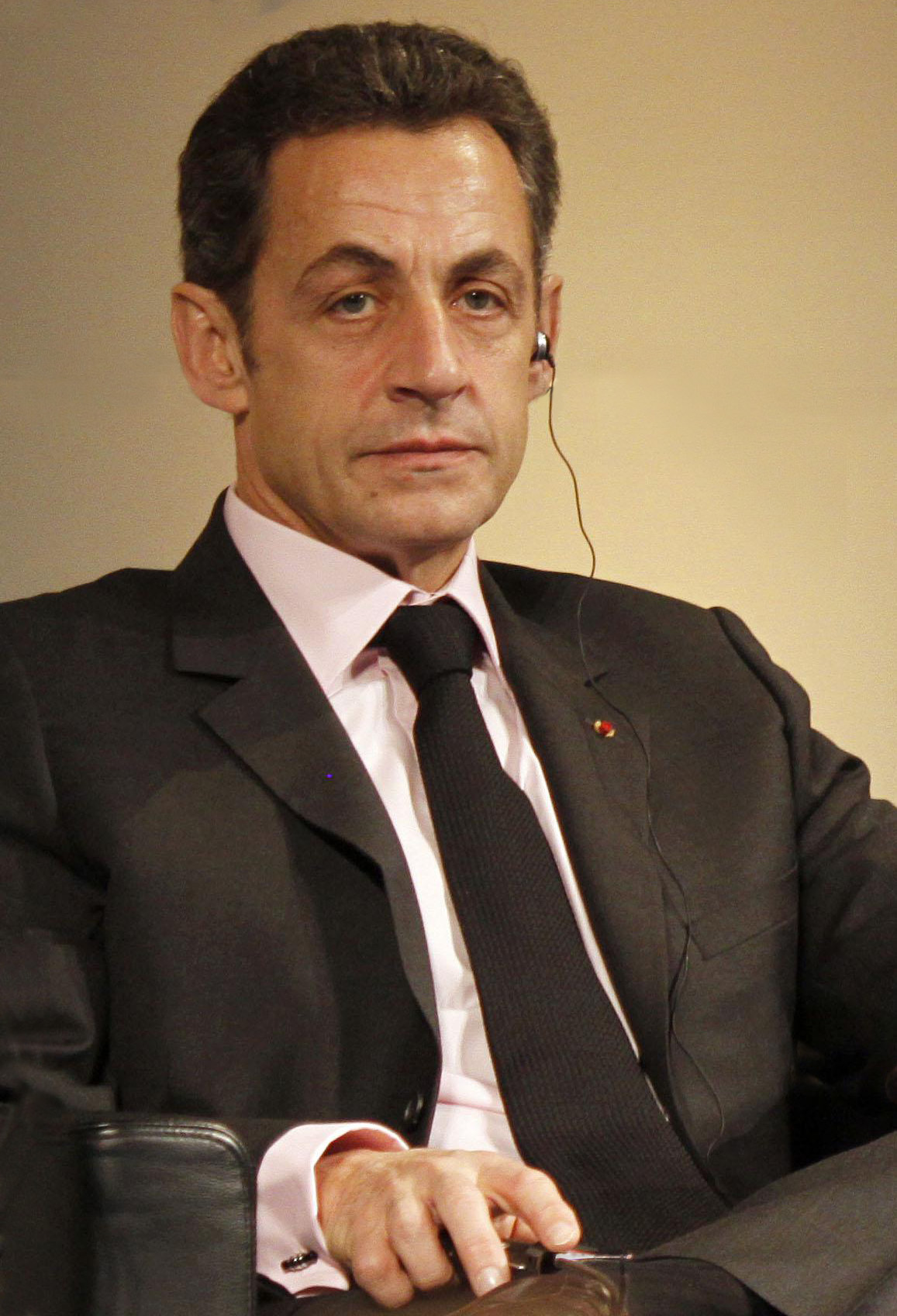
El presidente de Francia Nicolas Sarkozy aparece en este episodio.